# At-Turs flygplats
El Tor är en flygplats i Egypten. Den ligger i den östra delen av landet, 300 km sydost om huvudstaden Kairo. El Tor ligger 35 meter över havet.
Terrängen runt El Tor är platt. Havet är nära El Tor åt sydväst.  Närmaste större samhälle är El-Tor, 4,3 km nordväst om El Tor. 